# NGC 6032
NGC 6032 é uma galáxia espiral barrada (SBb) localizada na direcção da constelação de Hercules. Possui uma declinação de +20° 57' 21" e uma ascensão recta de 16 horas, 03 minutos e 01,1 segundos.
A galáxia NGC 6032 foi descoberta em 9 de Junho de 1880 por Édouard Jean-Marie Stephan.